# Liste der Kulturdenkmäler in Hövels
In der Liste der Kulturdenkmäler in Hövels sind alle Kulturdenkmäler der rheinland-pfälzischen Ortsgemeinde Hövels aufgelistet. Grundlage ist die Denkmalliste des Landes Rheinland-Pfalz (Stand 4. Mai 2023).

## Einzeldenkmäler
| Bezeichnung    | Lage                                              | Baujahr         | Beschreibung                                                       | Bild            |
| -------------- | ------------------------------------------------- | --------------- | ------------------------------------------------------------------ | --------------- |
| Wohnhaus       | Niedergüdeln, Nr. 2 Lage                          | 18. Jahrhundert | Fachwerkhaus einer Hofanlage, teilweise massiv, 18. Jahrhundert    | BW              |
| Hof Reifenrath | Niederhövels, nördlich des Ortes an der K 73 Lage | 1853            | fünfachsiges Wohnhaus einer Hofanlage, Bruchstein, bezeichnet 1853 | BW              |
| Bucher Kreuz   | Oberhövels, nordwestlich des Ortes im Wald Lage   | 1627            | Balkenkreuz, Basalt, bezeichnet 1627                               | BW              |
| Wohnhaus       | Siegenthal, Hauptstraße 45 Lage                   | 18. Jahrhundert | Fachwerkhaus, teilweise massiv und verkleidet, 18. Jahrhundert     | Fotos hochladen |